# Emperatriz Bo
Emperatriz Bo (el nombre personal es desconocido, murió en 147 a. C.) fue una emperatriz china de la Dinastía Han. Fue la primera esposa del Emperador Jing, y también la primera emperatriz en ser depuesta en la historia imperial china.
La emperatriz Bo era de la familia de la Emperatriz viuda Bo, que probablemente era su tía abuela paterna y la desposó con su nieto, el entonces príncipe heredero Qi durante el reinado de su hijo, el Emperador Wen. Llevó el título de princesa heredera durante el reinado de su suegro y cuando su marido se convirtió en emperador en 157 a. C., fue nombrada emperatriz, pero no fue favorecida por su marido, y no tuvo ningún hijo. A consecuencia de ello, el hijo de la Consorte Li, Liu Rong, fue nombrado príncipe heredero.
Después del fallecimiento de la magnífica emperatriz viuda Bo en 155 a. C., la emperatriz Bo perdió su fuente de apoyo dentro de palacio. En 151 a. C., su marido la depuso; murió cuatro años más tarde. Fue enterrada en el Pabellón Pingwang, en la parte oriental de Chang'an. Aunque la historia de la Emperatriz Bo es la de una vida y educación privilegiadas, servía también como ejemplo de la vulnerabilidad de las mujeres en la cultura china. Es un triste recordatorio de que incluso aunque tenía lazos con una persona poderosa e influyente como lo fue la Magnífica Emperatriz Viuda Bo, nunca disfrutó de estima sencillamente porque no pudo tener un hijo.